# Лео Рудолф Раубал
Лео Рудолф Раубал (на немски: Leo Rudolf Raubal) е полуплеменник на германския нацистки лидер Адолф Хитлер.

## Биография
Лео Раубал младши работи в Залцбург като учител по химия. Той посещава спорадично майка си, докато живее в Берхтесгаден. Подобно на неговия по-малък братовчед Хайнц Хитлер, но за разлика от братовчед си Уилям Патрик Хитлер, Лео Раубал е „любимият племенник на лидера“, а Хитлер обича да прекарва времето си с него. Въпреки това, според Уилям Патрик Хитлер, Лео не харесва чичо си Адолф и го обвинява за смъртта на сестра си Гели Раубал. Това обаче не може да бъде потвърдено, като Лео казва през 1967 г., че Хитлер е „абсолютно невинен“, според историка Вернер Мазер.

### През войната
Преди войната става управител на стоманодобивната промишленост в Линц. През октомври 1939 г. той е прехвърлен в Луфтвафе и е лейтенант в инженерния корпус. Той има прилика с Адолф Хитлер и понякога служи за негов двойник по време на войната.
Той е ранен през януари 1943 г. по време на битката при Сталинград, а Фридрих Паулус иска от Хитлер самолет да евакуира Раубал в Германия. Хитлер отказва и Раубал е заловен от руснаците на 31 януари 1943 г.
Хитлер дава заповед да се проучи възможността за размяна на затворници за синът на Сталин Яков Джугашвили, който е заловен от германците на 16 юли 1941 г. Сталин отказва да го размени нито с Раубал, нито с Фридрих Паулус, и казва, че „войната е война“.

### Задържане в Съветския съюз
Лео Раубал е в затворите в Москва и е освободен на 28 септември 1955 г., след което се завръща в Австрия.

### След войната
Той живее и работи в Линц като учител. Умира по време на почивка в Испания. Погребан е на 7 септември 1977 г. в Линц. Лео Раубал младши има син Петер (роден през 1931 г.), който заедно със сина на Елфриде (сестра му), Хайнер Хохегер и тримата сина на Уилям Патрик Хитлер, са най-близките живи роднини на Адолф Хитлер. Петер Раубал е пенсиониран инженер, който живее в Линц, Австрия.